# Dal segno

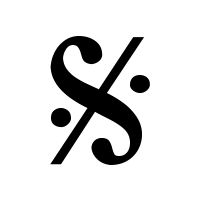
Figura 1. Signo.

Dal Segno, a menudo abreviado como D.S., es un término musical en italiano que significa literalmente "Desde el signo". Se trata de una indicación hecha por el compositor o por el editor para que el intérprete repita un determinado pasaje musical partiendo desde el signo, llamado «segno» (ver Figura 1). Este tipo de indicaciones de repetición se suelen utilizar en notación para ahorrar espacio.

## Descripción
El símbolo del «segno» (ver Figura 1) en una partitura o particella puede señalar tanto el comienzo como el final de un pasaje o sección que debe repetirse:
- Si el signo marca el inicio, al final de la sección debe aparecer la instrucción «Dal Segno» o «D.S.».
- Si el signo marca el final de la parte a repetir, al principio de dicha parte encontraremos la instrucción «Al Segno», que indica al músico que debe saltar hasta el compás donde se encuentre dicha señal. También pueden emplearse otras expresiones similares como «sin 'al segno» que significa "hasta el signo" o bien «fin 'al segno» que quiere decir "finalizar en el signo".[7]

En las óperas del siglo XVIII las arias dal segno constituían una alternativa común a las arias da capo. Comenzaban con un ritornello abierto que luego se omitirá en la repetición. En ese caso, el signo debe representarse después del ritornello.

### Codificación
En Unicode, el símbolo del segno «𝄋» se codifica en el bloque de símbolos musicales mediante el código U+1D10B.

## Tipos
Las variantes que presenta esta indicación son las siguientes:

### Dal Segno al Fine
Dal Segno al Fine, abreviado como D.S. al Fine, indica al músico que debe repetir la pieza desde la señal o «segno» hasta llegar al compás marcado con la palabra «fine» y ahí debe finalizar la interpretación (ver Figura 2).

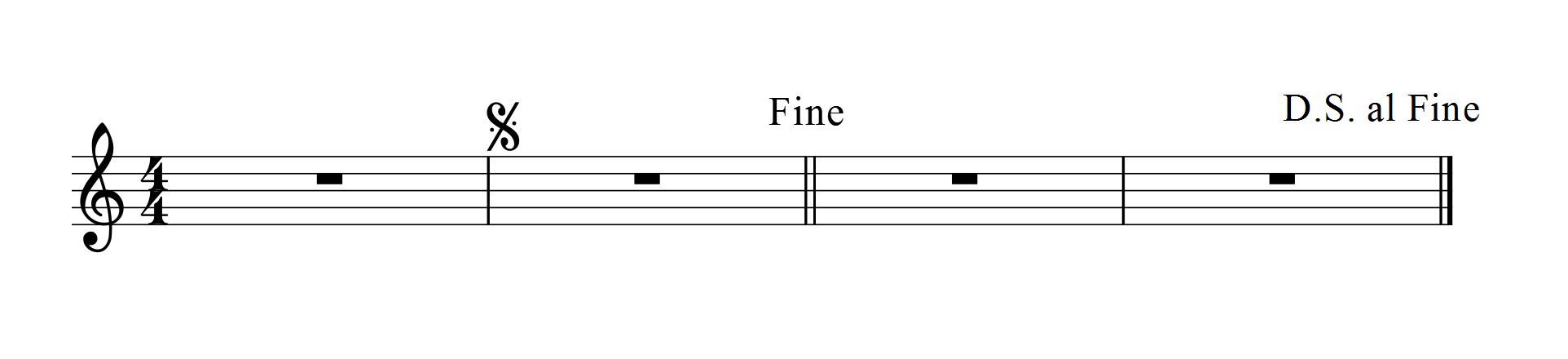
Figura 2. Dal Segno al Fine. La interpretación de los cuatro compases sería en este orden: 1-2-3-4-2.

### Dal Segno al Coda
Dal Segno al Coda, abreviado como D.S. al Coda, significa literalmente "del signo a la cola". Indica al intérprete que debe repetir la pieza desde la señal o «segno», continuar tocando hasta llegar al primer símbolo de coda. Después, debe pasar directamente hasta donde esté el segundo símbolo de coda y continuar tocando desde ahí hasta el final. El fragmento que va desde la segunda coda hasta el final a menudo se denomina la «coda» de la pieza o literalmente «final».[cita requerida]

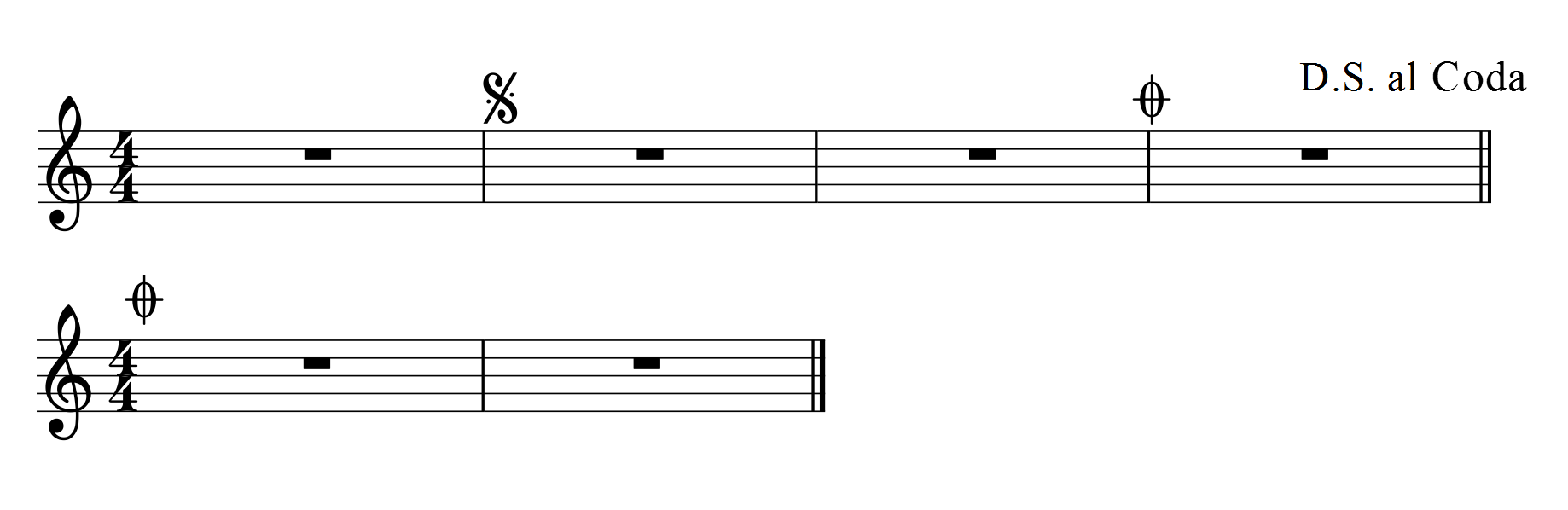
Figura 3. Dal Segno al Coda. La interpretación de los seis compases sería en este orden: 1-2-3-4-2-3-5-6.